# Добромысленский сельсовет
Добромысленский сельсовет — упразднённая административная единица на территории Ивацевичского района Брестской области Белоруссии.

## История
24 августа 2022 года Добромысленский сельсовет упразднён. Земли упразднённого сельсовета с расположенными на них посёлками Сосновый Бор, Юголин, деревнями Гляденье, Добромысль, Закапличье, Селец включены в состав Вольковского сельсовета.

## Состав
Добромысленский сельсовет включал 6 населённых пунктов:
- Гляденье — деревня.
- Добромысль — деревня.
- Закапличье — деревня.
- Селец — деревня.
- Сосновый Бор — посёлок.
- Юголин — посёлок.

## Промышленность и сельское хозяйство
На территории сельсовета были расположены:
- Филиал «Добромысль» ООО «Брест-травы»
- Добромысленское лесничество ГЛХУ «Барановичский лесхоз»
- Деревообрабатывающий цех ГЛХУ «Барановичский лесхоз» (деревня Гляденье)

## Социальная сфера
- ГУО «Добромысленская средняя школа-сад»
- УО «Юголинская государственная вспомогательная школа-интернат».
- Добромысленский сельский Дом культуры, Селецкий сельский клуб-библиотека, Добромысленская сельская библиотека.
- ГУ «Брестский областной детский центр медицинской реабилитации «Сосновый Бор», фельдшерско-акушерские пункты: д. Добромысль, д. Селец.